# Premio Marta

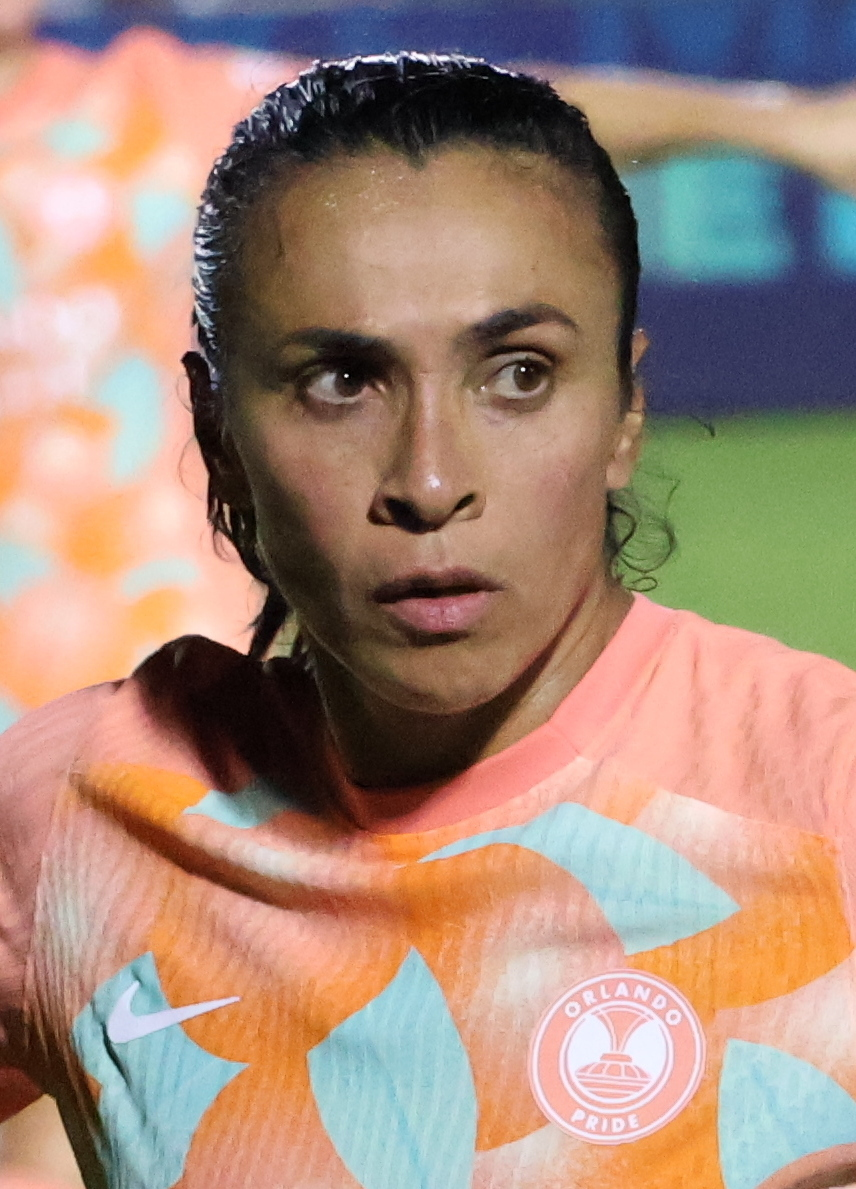
Marta Vieira da Silva durante un partido con Orlando Pride contra Nc Courage

El Premio Marta es un galardón de categoría femenina dentro de la premiación The Best de la FIFA, su nombre es en reconocimiento a la futbolista brasileña Marta Vieira da Silva, considerada por la FIFA como una de las mejores de la historia del fútbol femenino. El premio reconoce al mejor gol anotado durante el periodo de clasificación, es la versión femenina del ya establecido Premio Puskás.
El premio fue anunciado el 15 de enero de 2024 durante la gala de los The Best 2023. Vieira da Silva recibió un premio especial en homenaje a su trayectoria y se oficializó la asignación de su nombre al galardón del año siguiente.
Vieira da Silva, que aun estaría en activo, sería a la vez una de las nominadas a la primera entrega del premio que lleva su nombre y la primera ganadora del mismo.

## Criterios
Los criterios son los mismos que en el galardón masculino:
1. El aspecto visual (juicios subjetivos: disparo desde larga distancia, jugada colectiva, gol acrobático, entre otros).
2. La relevancia del encuentro (criterio objetivo: en orden descendente, selecciones nacionales absolutas, competiciones continentales y ligas de primera división).
3. La anotación debe ser consecuente de la acción propia de la jugadora, sin verse alterada por factores ajenos, como la suerte o acciones por compañeros, rivales, clima u otros.
4. El juego limpio de la accionaria, muestra de buen juego y comportamiento adecuado durante y post partido.

## Ganadoras
| Premio Marta 2024 | Premio Marta 2024     | Premio Marta 2024    | Premio Marta 2024    | Premio Marta 2024                         | Premio Marta 2024       | Premio Marta 2024 |
| Posición          | Futbolista            | Club o Selección     | Oponente             | Competición                               | Fecha                   | Total de votos    |
| Finalistas        | Finalistas            | Finalistas           | Finalistas           | Finalistas                                | Finalistas              | Finalistas        |
| ----------------- | --------------------- | -------------------- | -------------------- | ----------------------------------------- | ----------------------- | ----------------- |
| 1                 | Marta Vieira da Silva | Selección de Brasil  | Selección de Jamaica | Partido amistoso                          | 1 de junio de 2024      | 22                |
| 2                 | Asisat Oshoala        | Barcelona            | Benfica              | Liga de Campeones                         | 14 de noviembre de 2023 | 20                |
| 3                 | Sakina Karchaoui      | Selección de Francia | Selección de Suecia  | Clasificación a la Eurocopa Femenina 2025 | 12 de julio de 2024     | 16                |